# Hyaenodon
Hyaenodon (z řečtiny: „hyení zub“) byl rod masožravého savce z řádu creodonta, žijící od pozdního eocénu do raného miocénu. Šlo o vrcholového predátora své doby, měl velmi silný skus čelistí a na kořist útočil kousnutím do krku či hlavy. Existovalo mnoho druhů rodu Hyaenodon. Různé druhy se vyskytovaly v Africe, Severní Americe, Asii a Evropě. Vyhynul zřejmě v důsledku změny klimatu a vzniku šelem ze skupiny Amphicyonidae.

## Popis

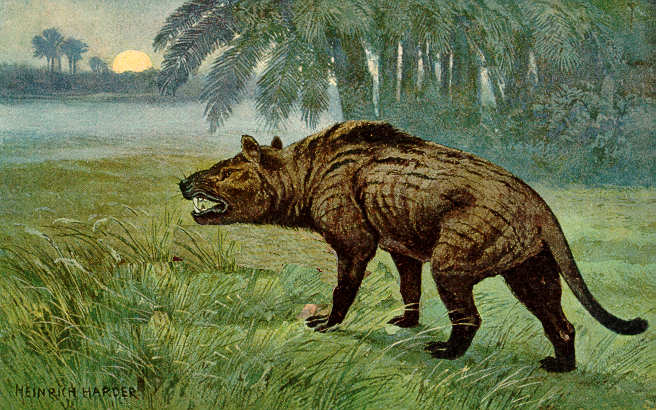
Rekonstrukce Hyaenodona

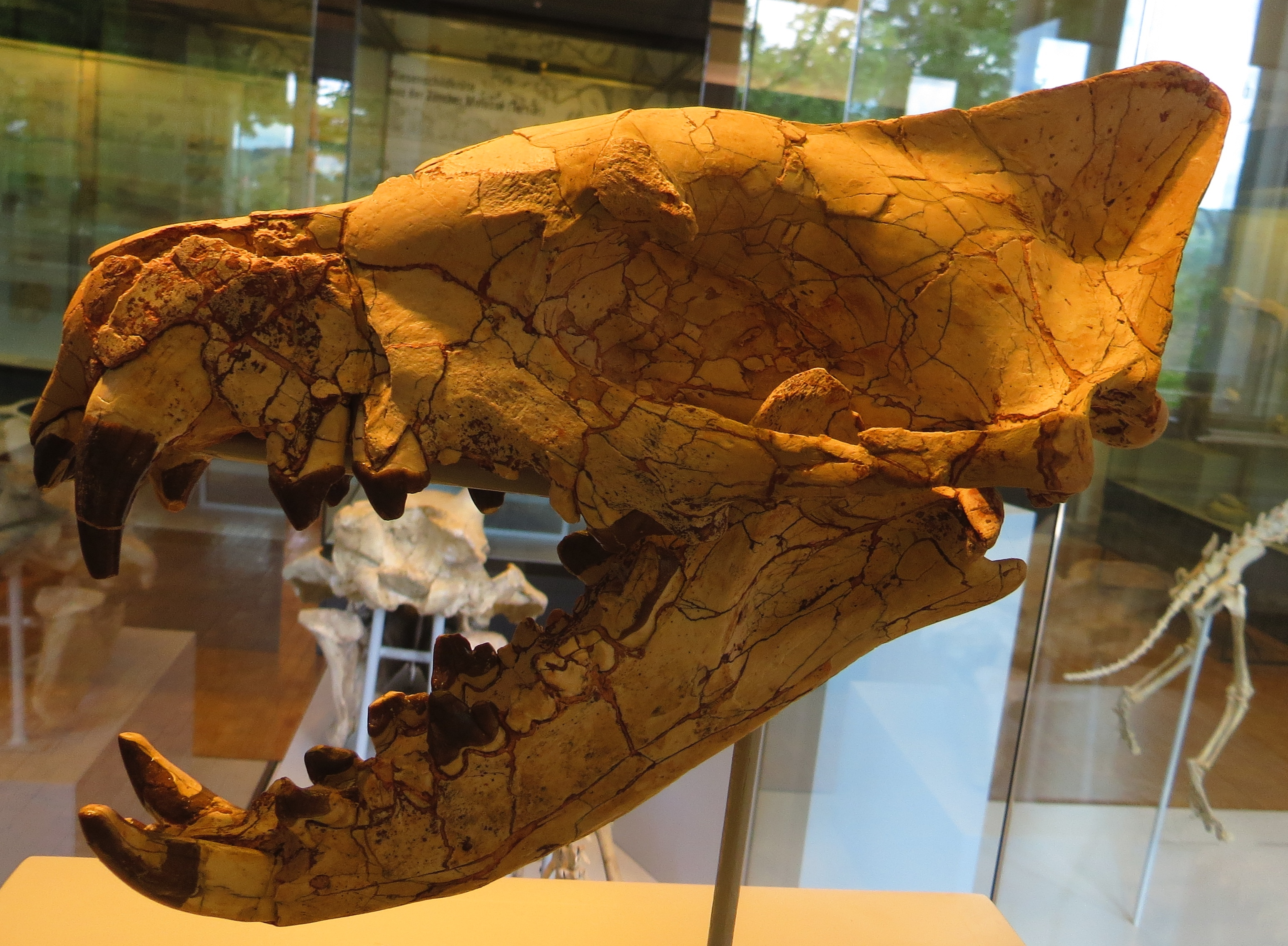
Lebka druhu Hyaenodon horridus

Šlo o velkého dravce, největší druh Hyaenodon gigas byl dlouhý až 3 metry, vysoký 110 centimetrů a vážil až 500 kilogramů. Nejznámější druh Hyaenodon horridus vážil 40-60 kilogramů. Nejmenší druhy Hyaenodon microdon a Hyaenodon mustelinus však vážily pouhých 5 kg. Všechny druhy měly velkou, mohutnou, dlouhou lebku, v porovnání k velikosti těla mnohem větší než dnešní psi, a velmi dobrý čich. Mozek Hyaenodona byl však poměrně malý, menší než u dnešních šelem. Rovněž měl velké, silné a ostré zuby, které se opotřebovávaly pomaleji než u dnešních šelem.

## Druhy
- H. andrewsi
- H. brevirostris
- H. chunkhtensis
- H. crucians
- H. filholi
- H. gigas
- H. horridus
- H. incertus
- H. leptorhynchus
- H. matthewi
- H. megaloides
- H. microdon
- H. mongoliensis
- H. montanus
- H. mustelinus
- H. pilgrimi
- H. raineyi
- H. venturae
- H. vetus
- H. weilini
- H. yuanchensis